# Willie Kent
Willie Kent (* 24. Februar 1936 in Inverness, Sunflower County, Mississippi; † 2. März 2006 in Englewood, Kalifornien) war ein amerikanischer Bluessänger, Bassist und Songwriter.

## Leben
Seine ersten Gesangserfahrungen machte Willie Kent in seiner Jugend in der Kirche. Durch die Radiosendung von KFFA „King Biscuit Time“ lernte er Arthur Crudup, Sonny Boy Williamson II. und besonders Robert Nighthawk schätzen. Mit elf Jahren hörte er im Harlem Inn die dort auftretenden Künstler wie beispielsweise Raymond Hill, Jackie Brenston, Howlin’ Wolf, Clayton Love, Ike Turner und Little Milton.
1952 kam er nach Chicago, wo er arbeitete und den Blues hörte. Er kaufte sich eine Gitarre, 1959 trat er der Band Ralph and the Red Tops als Fahrer, Manager und gelegentlicher Sänger bei. Eines Nachts war der Bassist der Gruppe zu betrunken, um zu spielen, und so spielte er Bass, das Instrument, das er den Rest des Lebens spielte. Seine Arbeit für andere Musiker liest sich wie das Who is Who des Blues, er spielte für Little Walter, Muddy Waters, Howlin’ Wolf, Junior Parker, Arthur Stallworth and the Chicago Playboys, Hip Linkchain und Jimmy Dawkins. In den 1970er-Jahren unternahm er seine erste Europatournee und wurde Frontmann der Hausband in Ma Bea's Lounge in der Madison Avenue (Sugar Bear & the Beehives, Gitarre-Willie James Lyons Schlagzeug-Robert Plunkett). 1982 wurde er Mitglied von Eddie Taylors Blues Band. Nach dessen Tod gründete er seine eigene Band, Willie Kent & The Gents. In verschiedenen Besetzungen blieb sie bis zu Kents Tod bestehen.
1989, nach einer Bypassoperation, gab er seinen Job auf und widmete sich ganz der Musik, wie man auch seiner Diskographie entnehmen kann. Vor 1989 erschienen nur zwei Alben von ihm.

## Auszeichnungen
- W.C. Handy Awards: Best Blues Instrumentalist, Bass (1995, 1997 bis 2005)
- Kritikerwahl: Most Outstanding Blues Musician, Bass Living Blues Magazin (1995 bis 1999, 2001)
- Leserwahl: Album of the Year 2001 Soul Bag Magazin, Frankreich, für Comin’ Alive
- Kritikerwahl: Album of the Year 2001 Soul Bag Magazin, Frankreich, für Comin’ Alive
- France Blues Award: Best Blues Musician, Bass (2002, 2003)
- Chicago’s Album of the Year 1998 Make Room for the Blues
- Library of Congress: Best Blues Recording of the Year 1991 für Ain’t It Nice

## Diskographie

### Alben
- 1975 – Ghetto (Storyville Records)
- 1989 – I'm What You Need (Big Boy Records)
- 1991 – Ain't It Nice (Delmark Records)
- 1991 – King of Chicago's West Side Blues (Wolf Records)
- 1993 – Live at B.L.U.E.S. in Chicago (Wolf Records)
- 1994 – Too Hurt to Cry (Delmark Records)
- 1996 – Long Way to Ol' Miss (Delmark Records)
- 1998 – Everybody Needs Somebody (Wolf Records)
- 1998 – Make Room for the Blues (Delmark Records)
- 1998 – Who's Been Talking with Lil' Ed Williams (Earwig Music Company)
- 2001 –  Comin' Alive! (Blue Chicago Records)
- 2004 – Blues and Trouble (Isabel Records)

### Gastauftritte (Auswahl)
- John Littlejohn Johnny Littlejohn's Blues Party (1991)
- Eddie Taylor Bad Boy (1993)
- Johnny B. Moore Lonesome Blues (1993)
- Al Miller Wild Cards (1995)
- Bonnie Lee Sweetheart Of The Blues (1995)
- Eddie Shaw Home Alone (1995)
- Johnny B. Moore Live At Blue Chicago (1996)
- Johnny B. Moore 911 Blues (1997)
- Freddie Roulette Back In Chicago: Jammin' With Willie Kent And The Gents (1997)
- Blues Power, Vol. 1: Wolf Records Presents The Best of Blues (1998)
- Edward Taylor Lookin For Trouble (1998)
- Boston Blackie / Otis „Big Smokey“ Smothers Chicago Blues Session, Vol. 1 (1998)
- Chicago Blues Tour (1998)
- Louisiana Red Millennium Blues (1999)
- Earwig 20th Anniversary Collection (1999)
- This Is The Blues Harmonica (2000)
- Vera Taylor You Better Be Careful (2000)
- Johnny B. Moore Born In Clarksdale Mississippi (2001)
- Iceman Robinson I’ve Never Been Loved (2001)
- Delmark – 50 Years Of Jazz And Blues: Blues (2003)
- West Side Chicago Blues (2003)[6]